# Fristaten Braunschweig
Fristaten Braunschweig var en republik som grundades ur Hertigdömet Braunschweig 1918 och ingick i det Tyska riket fram till 1946.

## Historia

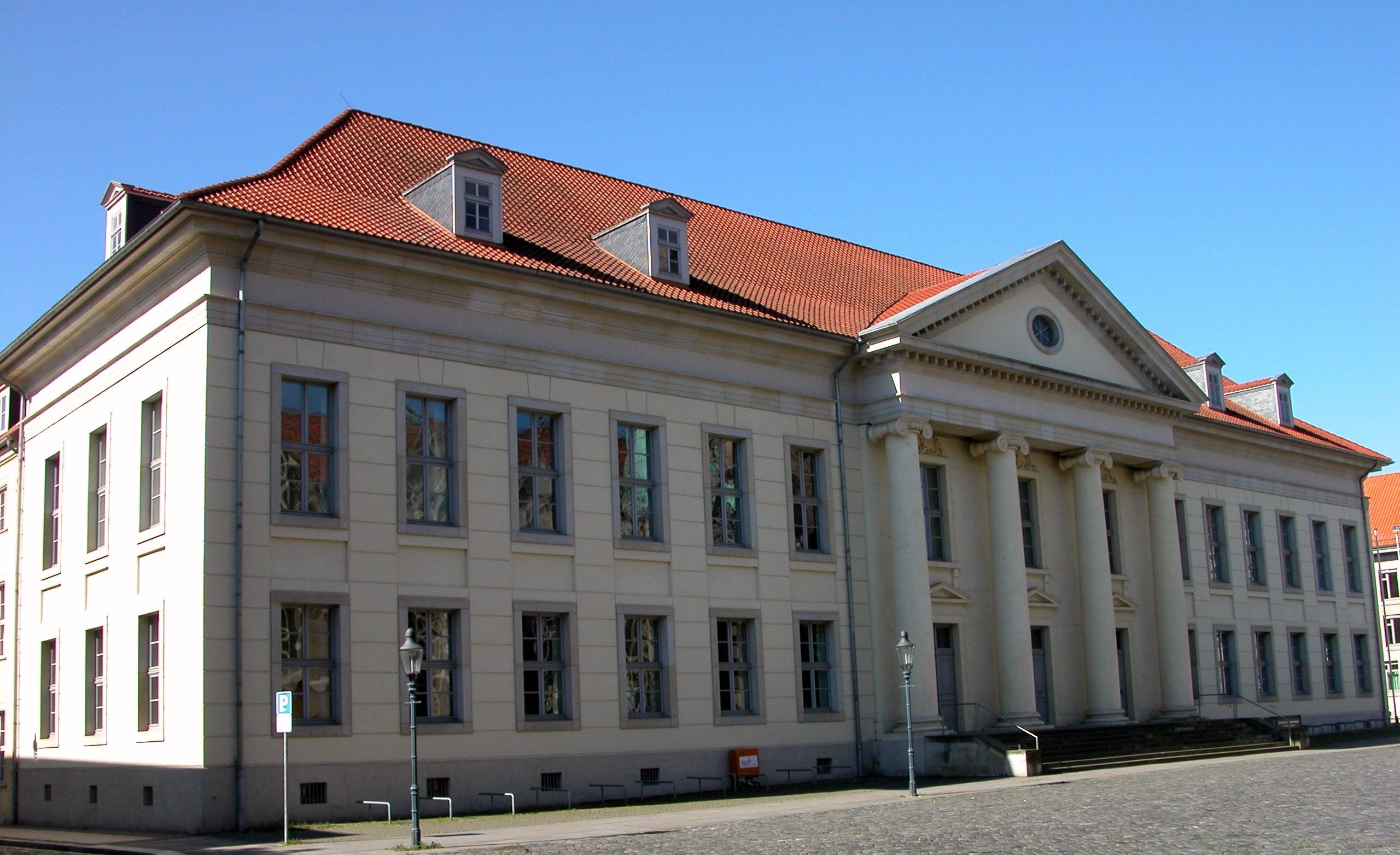
Braunschweigs gamla lantdag.

Hertig Ernst August nödgades 8 november 1918 abdikera, och regerandet i Braunschweig övertogs av en regering som bildats av oavhängiga socialister och spartakister under ledning av skräddaren August Merges. En provisorisk republikansk författning antogs 27 februari 1919, och under trycket av trupper sända från riksregeringen, etablerades i Braunschweig en moderatare regering, i vilken majoritetssocialister ingick. Dessa allierade sig till stöd mot den yttre vänstern och deras planer att grunda en nordvästtysk republik med de borgerliga, och efter svåra inre slitningar valdes 22 januari 1922 en lantdag med 60 medlemmar, av vilka 23 tillhörde det borgerliga valförbundet (DVP, DZP och DNVP), 17 de oavhängiga socialisterna, 12 socialdemokraterna, 6 demokraterna och 2 kommunisterna.
Enligt författningen av 22 januari 1922 utgjordes regeringen av fyra av folkrepresentationen valda ledamöter. Dess första president, Grotewohl, var även inrikes‐ och finansminister.
Efter Nazitysklands nederlag i andra världskriget tillföll större delen av fristaten Braunschweig den brittiska ockupationszonen, medan en mindre del ingick i den sovjetiska. De brittiskt ockuperade delarna av Braunschweig uppgick i november 1946 i det nybildade förbundslandet Niedersachsen, medan de delar som ockuperades av Sovjetunionen införlivades med Sachsen-Anhalt.

## Ministerpresidenter 1919–1946
- 1919–1920: Heinrich Jasper (SPD)
- 1920–1921: Sepp Oerter (USPD)
- 1921–1922: August Junke (SPD)
- 1922: Otto Antrick (SPD)
- 1922: Heinrich Jasper (SPD)
- 1924–1927: Gerhard Marquordt (DVP)
- 1927–1930: Heinrich Jasper (SPD)
- 1930–1933: Werner Küchenthal (DNVP)
- 1933–1945: Dietrich Klagges (NSDAP)
- 1945–1946: Hubert Schlebusch (SPD)
- 1946: Alfred Kubel (SPD)